# Otočić Idula
Otočić Idula är en ö i Kroatien.   Den ligger i länet Zadars län, i den södra delen av landet, 200 km söder om huvudstaden Zagreb. Arean är 0,15 kvadratkilometer.
Terrängen på Otočić Idula är platt. Öns högsta punkt är 15 meter över havet. 